# Fischtaging
Fischtaging ist ein Dorf im Salzburger Seengebiet im Land Salzburg, und 
Ortschaft der Stadtgemeinde Seekirchen am Wallersee, Bezirk Salzburg-Umgebung.

## Geografie
Das Dorf Fischtaging liegt im Südosten von Seekirchen, leicht erhöht rund einen halben Kilometer ab vom Südufer des Wallersees, auf halbem Weg vom Stadtzentrum nach Henndorf am Wallersee.
Fischtaging als Ortschaft nimmt die nördliche Hälfte der Katastralgemeinde Seekirchen Land ein. Dazu zählen auch die Weiler Frauentaging und Haberg, die Streusiedlungen Schlacht und Weiland, die am Wallersee gelegene Wochenendsiedlung Fischtaging sowie die Einzellagen Gumersil und Almannsgrub.
Fischtaging grenzt an folgende andere Ortschaften:
| Seewalchen       |                                             | Fenning (Gem. Henndorf)    |
| Seekirchen Markt | Kompassrose, die auf Nachbargemeinden zeigt | Kirchberg (Gem. Eugendorf) |
|                  | Brunn                                       |                            |

Im Grenzgebiet zur Katastralgemeinde Seewalchen im Nordwesten des Ortschaftsgebietes nimmt als Abfluss des Wallersees die Fischach ihren Ausgang.

## Geschichte
Das Gebiet des Dorfes Fischtaging ist spätestens seit dem 10. Jahrhundert besiedelt. Der Ort ist erstmals 987 in der Form Tacging urkundlich erwähnt. Der Name bezieht sich auf den althochdeutschen Personennamen Tacco und bezeichnete die Wohnstätte, den Aufenthaltsort einer Person dieses Namens. Der Zusatz Fisch- erscheint erstmals 1369 und sollte wohl den Ort von einem anderen „Taging“, namentlich dem nahen Frauentaging, unterscheiden. Dieses Frauen- nimmt Bezug auf die Klosterfrauen des Stiftes Nonnberg in Salzburg, die als Besitzer dieser Liegenschaften auftraten.

## Wirtschaft
In Fischtaging dominiert die Landwirtschaft. Der Großteil der Fläche ist landwirtschaftliche Nutzfläche mit geringer Verbauung, ein kleiner Teil ist bewaldet. In Fischtaging befindet sich der Bauernhof Almannsgrub, ein Pionierbetrieb der biologischen Landwirtschaft in Österreich.